# Neue Straße 22/24
Die Häuser Neue Straße 22 und 24 in Schwäbisch Hall bildeten um das Jahr 1200 einen zusammengehörenden Baukomplex.

## Beschreibung
Der Baukomplex zählte zu den ältesten Steinbauten Schwäbisch Halls. Davon hat sich der Keller 7 m × 7,5 m erhalten, der als auf dem Grundriss eines Rechtecks gestaltet wurde und in einer genauen Nord-Süd-Ausrichtung gebaut wurde. Die Mauern bestehen aus lagig versetzten Kalksteinblöcken. Die Qualität der Arbeit ist bedeutend:  „in vergleichbarer Ausführung in Schwäbisch Hall bislang nicht nachgewiesen […] Für die bisherige Vergleichsgrundlagen in Schwäbisch Hall ist in der Steinbearbeitung am Objekt eine ungewöhnliche Güte festzustellen, welche bei der Überarbeitung des spröden Kalksteinmaterials ein perfektes Fugenbild zuließ.“ Der torartige Zugang zum Baukörper ist aus Sandsteinquadern gemauert. Auch hier ist die Qualität der Arbeit bedeutend, weil sie dieselbe an Sakralbauten Schwäbisch Halls aufweist:   „Das Quadermaterial ist fein mit dem Zahneisen überarbeitet. Vergleichbare Steinbearbeitung konnte an den romanischen Schallarkaden von St. Michael und St. Katharina erhoben werden.“